# Kaplica św. Anny w Radziechowach
Kaplica pw. Świętej Anny w Radziechowach – kaplica wzniesiona w Radziechowach na przełomie XIX i XX wieku, poświęcona przez proboszcza radziechowskiego Józefa Kolbusza w 1907 roku.
Kaplica położona jest przy drodze biegnącej z Radziechów do Twardorzeczki (ul. Lipowa), u podnóża Kopy Radziechowskiej. Rozpościerają się stąd widoki na Kotlinę Żywiecką oraz szczyty Beskidu Śląskiego i Beskidu Żywieckiego.
Mimo że patronem kaplicy jest św. Anna, mieszkańcy wsi powszechnie używają nazwy „U Dziadka”, pochodzącej od nazwiska dawnego właściciela gruntu, na którym została wybudowana. Historia powstania kapliczki ma swój początek dosłownie u źródła obok niej bijącego. Wodzie tu wypływającej przypisywano lecznicze właściwości, co było jednym z powodów, dla których okoliczni mieszkańcy zapragnęli wznieść w tym miejscu kaplicę. Proces jej powstawania miał początek w roku 1872, w którym to Benedykt Janota, ówczesny właściciel przyległych ziem, przekazał gminie radziechowskiej teren pod zabudowę.
Z bijącym tutaj źródełkiem i jego cudownymi właściwościami związana jest legenda, opisana między innymi w „Kronice kościoła Radziechowskiego”. Głosi ona, że kapłan jadący do chorego w Ostrem po drodze napotkał osłabionego żebraka. Chcąc udzielić mu Komunii Świętej, przełamał Hostię, której cząstka upadła na ziemię, a w miejscu tym wypłynęła woda.
Najważniejszym wydarzeniem w kalendarzu Kaplicy "u Dziadka" jest coroczny odpust dla dzieci, odbywający się 26 lipca w dniu św. Anny.

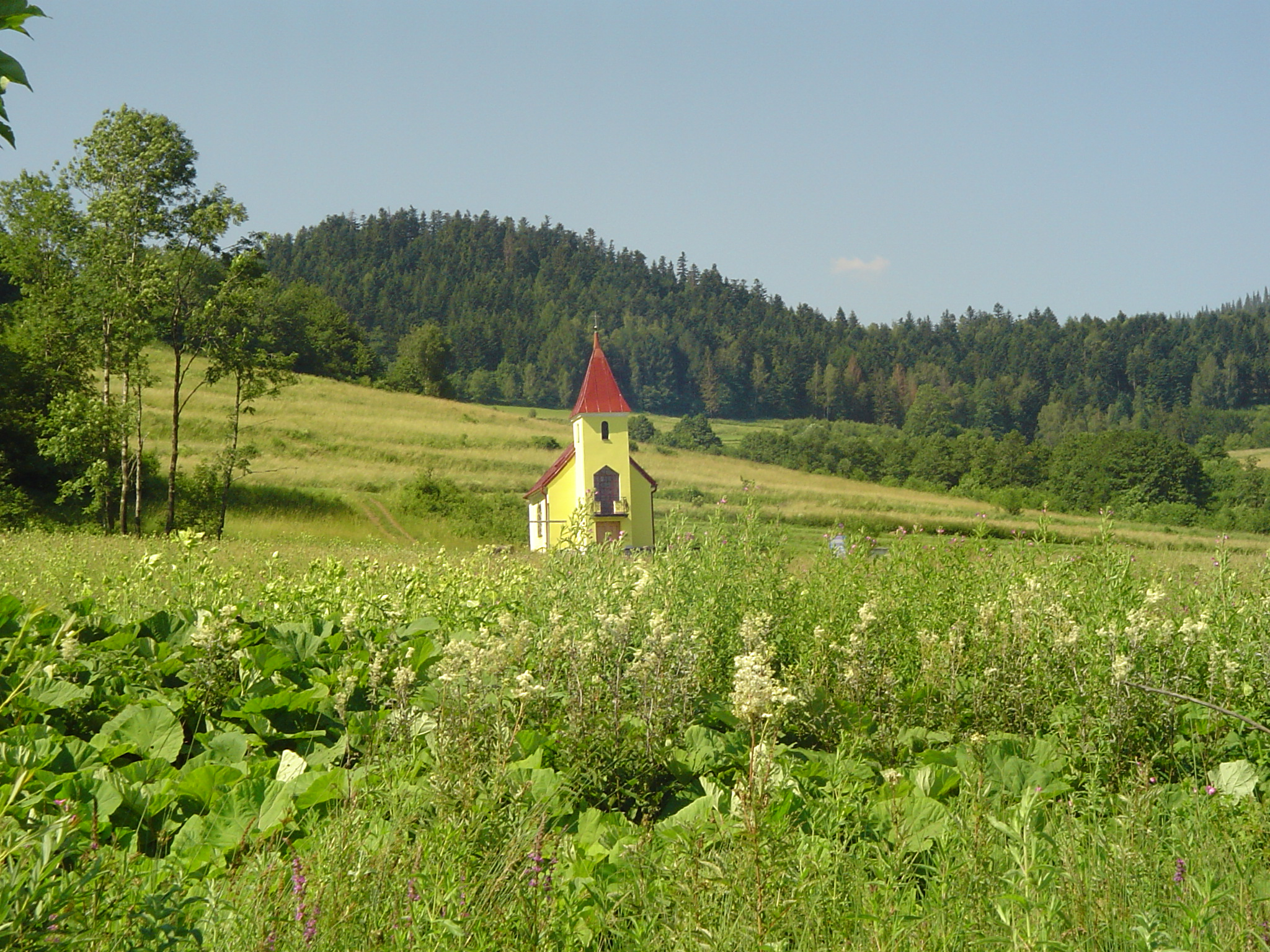
Kaplica na stoku Kopy Radziechowskiej
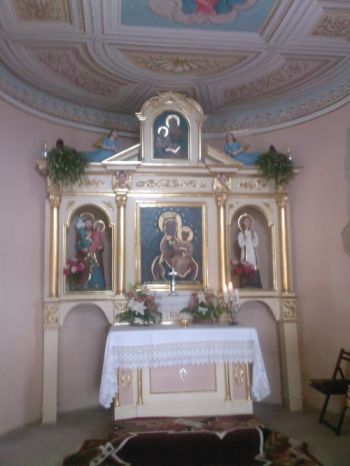
Wnętrze kaplicy - ołtarz